# Den som frisker är och sund
Den som frisker är och sund är en gammal psalm i tretton verser av Paul Gerhardt med originaltiteln "Wer wohl auf ist und gesund" som översattes till svenska av Petrus Brask och publicerades första gången i "En Helig och Hjärtelig Sång-Lust" 1690. Den har inte tagits med i senare psalmböcker.
Psalmen inleds 1695 med orden:
Then som frisker är och sund
Må för sådan gåfwa

## Publicerad som
- Nr 319 i 1695 års psalmbok under rubriken "Om Hälsa och Sundhet".